# Reinhart Ahlrichs
Giáo sư tiến sĩ Reinhart Ahlrichs (16 tháng 1 năm 1940 – 12 tháng 10 năm 2016) là nhà hóa học lý thuyết người Đức.

## Cuộc đời và Sự nghiệp
Ahlrichs sinh tại Göttingen. Ông học vật lý học ở Đại học Göttingen, đậu bằng thạc sĩ khoa học năm 1965 và bằng tiến sĩ năm 1968 dướI sự hươ!ng dẫn của W. A. Bingel. Từ năm 1968-1969 ông làm phụ tá cho Werner Kutzelnigg ở Đại học Göttingen. Từ năm 1969-1970 ông làm nghiên cứu sinh hậu tiến sĩ ở Đại học Chicago, dưới sự hướng dẫn của Clemens C. J. Roothaan.
Từ năm 1970 tới năm 1975, ông làm giáo sư phụ tá ở Đại học Karlsruhe, sau đó làm giáo sư hóa học lý thuyết ở đại học này. Ông cũng lãnh đạo một nhóm nghiên cứu ở Viện Công nghệ Nano.
Nhóm của ông đã phát triển chương trình TURBOMOLE.

## Giải thưởng và Vinh dự
- Huy chương Liebig (2000)
- Huy chương Bunsen (2000)
- viện sĩ Viện hàn lâm Khoa học Phân tử Lượng tử quốc tế (từ 1992)
- viện sĩ"Viện Hàn lâm Khoa học Heidelberger"(từ 1991)